# Oberpfälzer Braunkohlerevier
Das Oberpfälzer Braunkohlerevier war ein Bergbaurevier in der Oberpfalz, in dem im 19. und 20. Jahrhundert, vorwiegend im Tagebau, Braunkohle gefördert wurde. Es liegt im Naturraum Bodenwöhrer Bucht.

## Entstehung der Braunkohle
Zur Zeit des Miozäns senkte sich das Molassebecken zwischen Donau und Alpen ab, wobei Ostbayern relativ dazu angehoben wurde. Zwischen Pfreimd und Regensburg gruben die Ur-Naab und ihre Nebenflüsse tiefe Rinnen in das Grundgebirge. Als diese Täler mit Kies, Sand und Ton aufgefüllt wurden, entstanden in subtropischem Klima in den verlandenden Seitenarmen und Altwassern ausgedehnte Sumpfwälder. Die Reste dieser Wälder wurden immer wieder von Sedimenten überdeckt. So entstanden abwechselnde Schichten von organischem Material, Tonen, Sand und später auch Kies. Durch Luftabschluss und den Druck der darüber lagernden Sedimente wurde das organische Material mit der Zeit in Kohle umgewandelt.

## Geschichte des Kohleabbaus

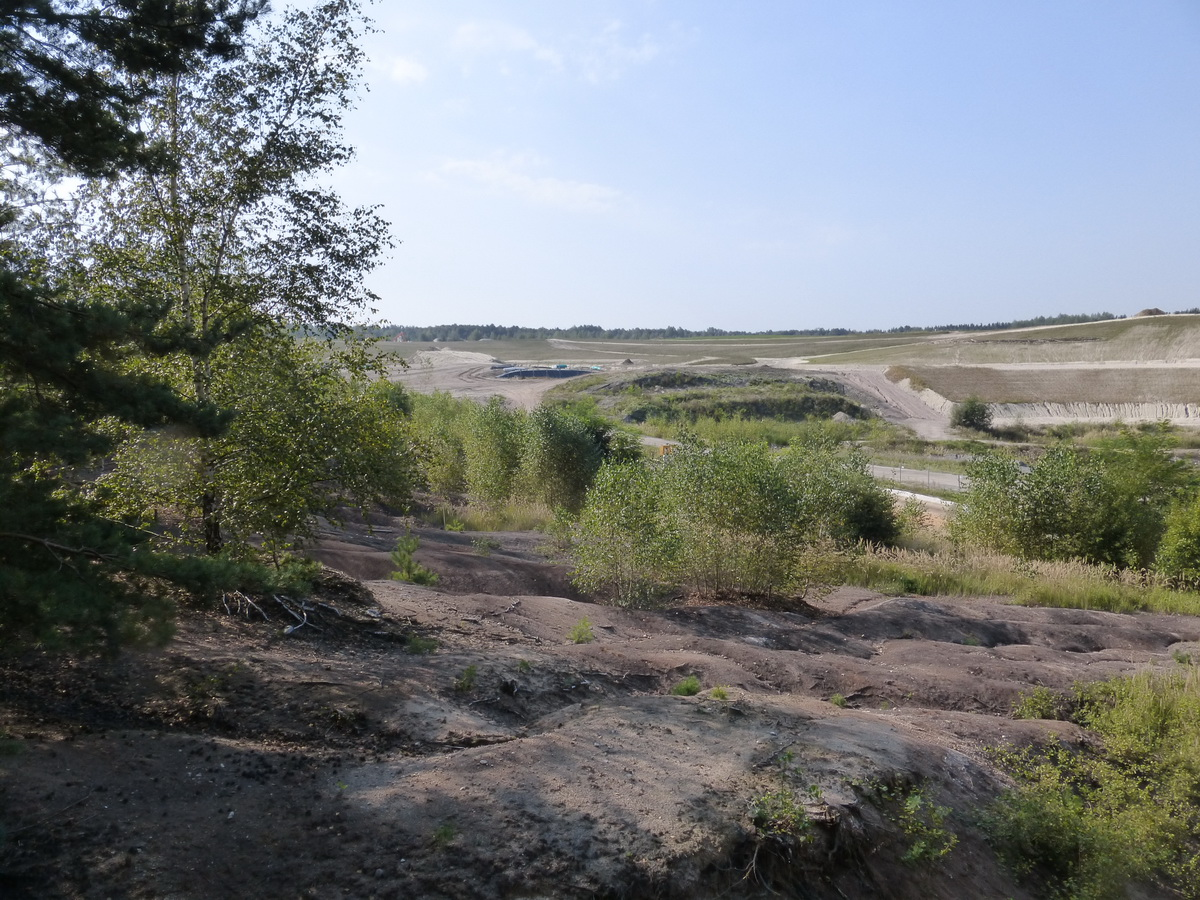
Aufgeschlossenes Braunkohleflöz bei Wackersdorf

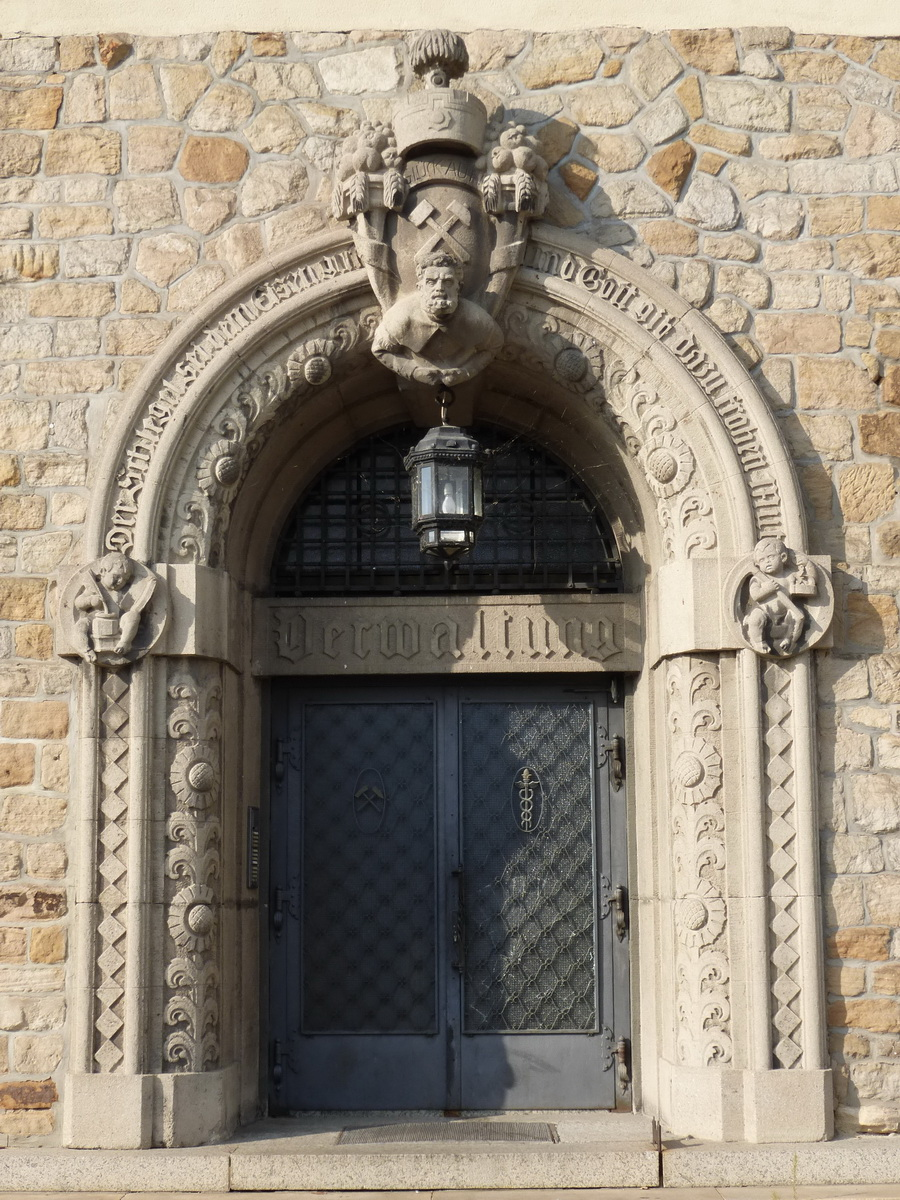
Haupteingang zum Verwaltungsgebäude der BBI in Wackersdorf

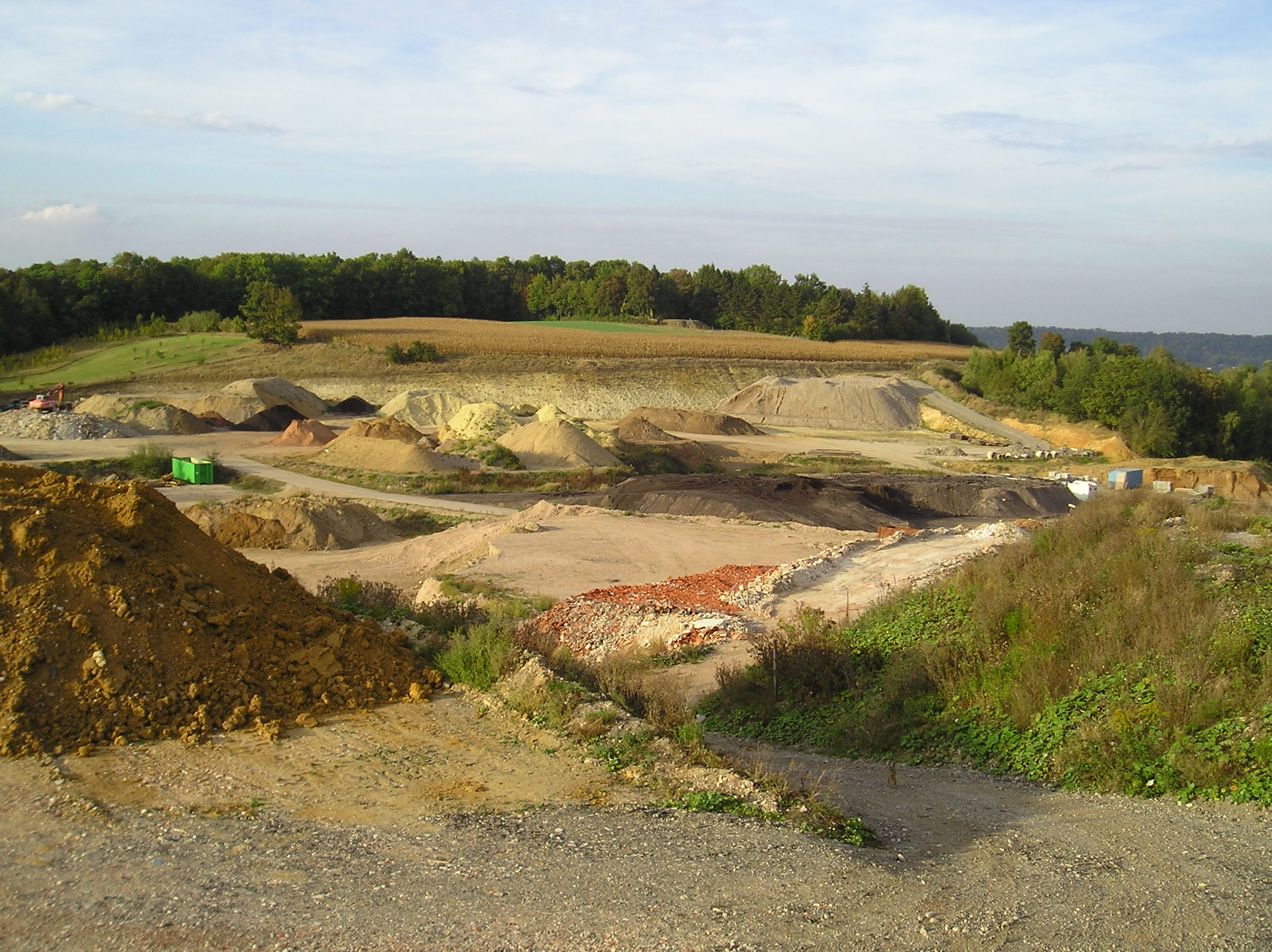
Blick in die Regensburger Friedrich-Zeche

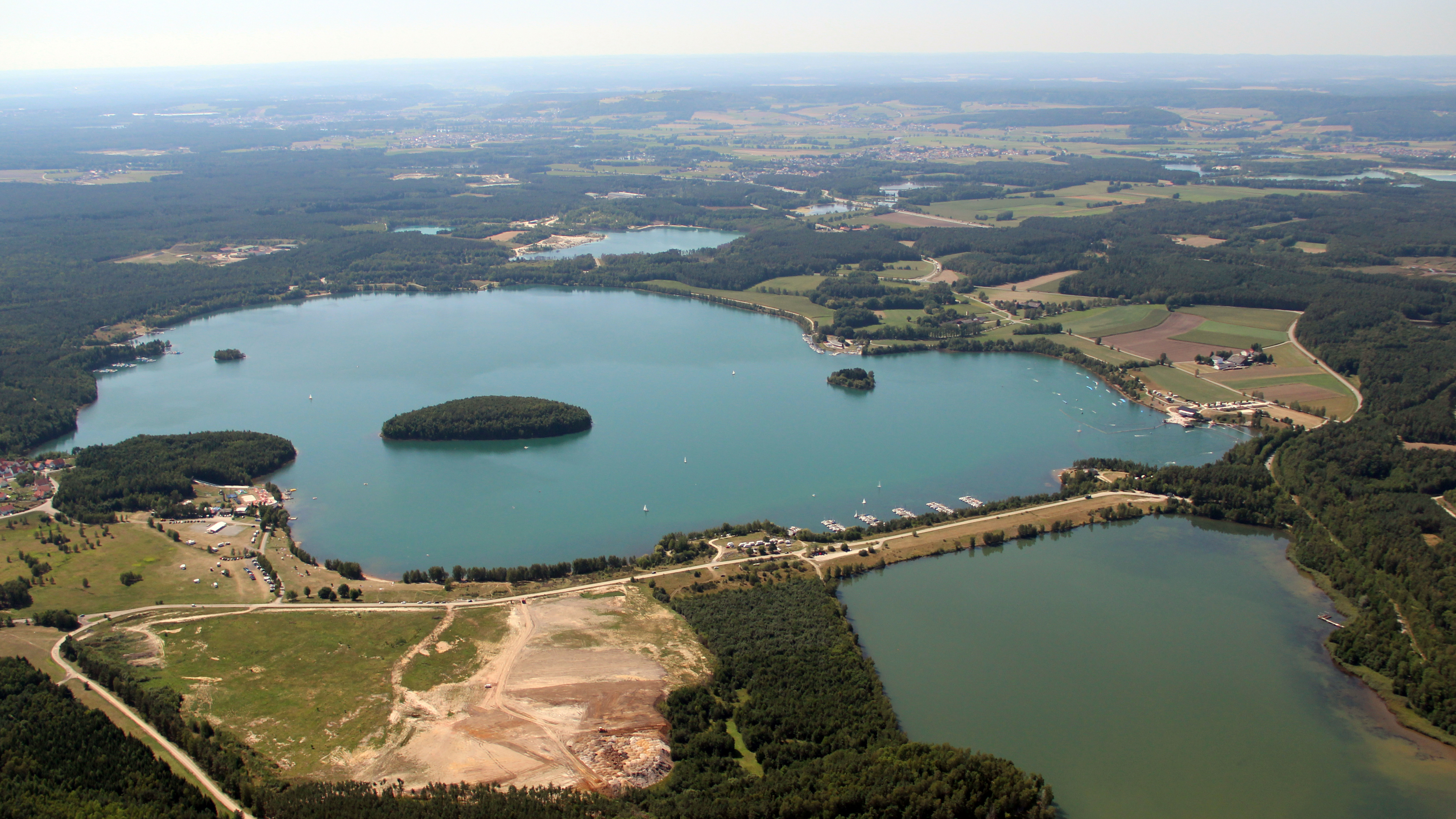
Steinberger See

### Raum Wackersdorf
Im Jahr 1800 stieß der Schneidermeister Andreas Schuster bei Grabungsarbeiten für einen Brunnen in Wackersdorf auf Braunkohle. Es entwickelte sich eine Kohleförderung im  Untertagebau in vergleichsweise bescheidenem Umfang, die bereits in den 1840er Jahren wieder eingestellt wurde. Erst zu Beginn des 20. Jahrhunderts wurde der Abbau wieder aufgenommen, diesmal jedoch im Tagebau. 1904 wurde die Bayerische Braunkohle- und Brikettindustrie-Gewerkschaft Klardorf gegründet, die am 5. Februar 1906 in der Bayerische Braunkohlen-Industrie AG (BBI) aufging. Diese hatte ihren Sitz zunächst in Münster in Westfalen, ab dem 4. März 1908 in Schwandorf.
In Wackersdorf wurde 1908 eine Brikettfabrik errichtet, die mehrfach erweitert wurde. Für die Brikett-Herstellung war besonders aschearme Kohle nötig. Als die Lagerstätten dieser Kohle erschöpft waren, wurde die Brikettfabrik 1964 geschlossen und in den folgenden Jahren gesprengt. Etwa ein Jahr vor der Schließung betrug die Produktion etwa 175.000 Tonnen pro Jahr. Insgesamt wurden dort etwa 5,7 Millionen Tonnen Briketts produziert.
1930 wurde das Kohlekraftwerk Schwandorf im Ortsteil Dachelhofen in Betrieb genommen. Bis zur Einstellung der Kohleförderung 1982 wurde das Kraftwerk vom Wackersdorfer Revier aus per Werksbahn mit Brennstoff versorgt. Von 1982 bis zur Stilllegung des Kraftwerks 2002 wurde tschechische Hartbraunkohle importiert.
Bereits in den 1920er Jahren war geplant, den Ort Wackersdorf umzusiedeln, um die darunter liegende Braunkohle gewinnen zu können. Dieses Vorhaben zerschlug sich jedoch zunächst. Erst nach dem Zweiten Weltkrieg wurden die Planungen wieder aufgenommen. Zwischen 1950 und 1952 fand dann die Umsiedlung von Wackersdorf an den heutigen Standort statt.
Im Jahr 1962 wurde im Wackersdorfer Ortsteil Rauberweiherhaus ein weiteres Kohlefeld erschlossen.
1982 waren die wirtschaftlich gewinnbaren Kohlevorräte im Oberpfälzer Revier erschöpft. Am 21. September 1982 wurde die letzte Tonne Kohle gefördert. Die BBI wurde zum 30. September aufgelöst, Rechtsnachfolgerin wurde die Bayernwerk AG.
Insgesamt wurden im Gebiet um Wackersdorf rund 185 Millionen Tonnen Braunkohle gefördert. Es war damit das zweitgrößte Braunkohlenrevier in der damaligen Bundesrepublik Deutschland nach dem Rheinischen Braunkohlerevier.

### Maxhütte-Haidhof
In den 1830er Jahren wurde auch im Gebiet des heutigen Maxhütte-Haidhof (Ortsteil Ponholz) Braunkohle entdeckt. Ab 1853 wurde sie zur Stahlgewinnung in der neu errichteten Maxhütte verwendet, wegen des hohen Wasser- und Tongehalts jedoch bald durch böhmische Steinkohle ersetzt.
1907 wurde in Haidhof-Ponholz eine Brikettfabrik in Betrieb genommen. Wegen der schlechten Qualität der Kohle war die Brikettherstellung jedoch nicht rentabel. Man entschloss sich daher zum Bau eines Kohlekraftwerks unmittelbar bei der Grube „konsol. Haidhof I“ in der Steuergemeinde Ibenthann, das nicht nur die umliegenden Gemeinden versorgen, sondern den Strom bis nach Regensburg liefern sollte. Am 12. Juni 1908 wurde dazu die Bayerische Überlandcentrale AG (BÜC) mit Sitz in Haidhof gegründet, die 1923 zur Oberpfalzwerke AG für Elektrizitätsversorgung mit Sitz in Regensburg umgewandelt wurde. Das Kraftwerk – in zeitgenössischen Quellen Kraftwerk Haidhof oder auch Kraftwerk Ibenthann genannt – ging im April 1910 in Betrieb, zu ihm gehörte eine kleine Arbeiterkolonie und eine unternehmenseigene, rund zwei Kilometer lange, normalspurige Anschlussbahn zum Bahnhof Ponholz. In den 1920er Jahren wurde es jedoch zunehmend unwirtschaftlich. Am 31. März 1931, ein Jahr nach Inbetriebnahme des Kraftwerks Schwandorf-Dachelhofen, wurde das Kraftwerk stillgelegt.
Die Gruben wurden später auch für den Abbau von Ton genutzt.

### Regensburg
In Regensburg wurden seit 1903 in der Friedrich-Zeche im Stadtteil Dechbetten Braunkohle und Ton abgebaut, zunächst unter Tage, dann im Tagebau. Die nahe gelegene Ziegelei war bis 1997 in Betrieb. Die Braunkohle wurde als Zuschlagstoff für die Ziegelherstellung und als Brennstoff verwendet. Die Zeche wurde von der Gerhard Rösl GmbH & Co. KG übernommen und ist heute noch in Betrieb, eine Abbaugenehmigung liegt bis 2029 vor. Neben Braunkohle und Ton werden inzwischen auch Gesteine, Sande und Erden abgebaut sowie Erdaushub und Bauschutt eingelagert. Die Braunkohle wird heute auch als Bodensubstrat als Alternative zu Rindenmulch vermarktet.

### Pettendorf
In Kneiting, das damals noch selbstständig war und erst im Zuge der Gemeindegebietsreform 1978 zu Pettendorf kam, wurde bereits 1834 Braunkohle abgebaut. Nach dem Zweiten Weltkrieg versuchte man aufgrund der Brennstoffknappheit, verstärkt heimische Energieträger zu nutzen. Dabei erschienen auch zwei Standorte nördlich und südlich von Schwetzendorf als abbauwürdig. Während nördlich von Schwetzendorf ein reiner Tagebau entstand, war die Grube Reifenthal südlich von Schwetzendorf in zwei Teile gegliedert – im südlichen Teil entstand ein Tagebau, während nördlich davon untertägig abgebaut wurde. Die Förderung wurde im Oktober 1948 aufgenommen. Da sich die Versorgungslage rasch besserte, wurde der Abbau der relativ minderwertigen Braunkohle bei Schwetzendorf jedoch bald unrentabel, so dass die Förderung bereits im Februar 1950 wieder eingestellt werden musste. Mit 240 Metern Länge und 70–80 Metern Breite erreichte der Tagebau nur etwa ein Viertel der ursprünglich geplanten Größe.

## Nachnutzung
Die meisten der ehemaligen Tagebaue wurden, sofern sie nicht mit Abraum verfüllt wurden, geflutet. In der Gegend um Wackersdorf entstanden sechs größere Tagebauseen mit einer Wasserfläche von zusammen ca. 650 ha, das heutige Oberpfälzer Seenland. Das Westfeld nordwestlich des Steinberger Sees, das bis 2002 als Deponie für Asche aus dem Kraftwerk in Dachelhofen und als Kohlelager verwendet wurde, ist gerade Bestandteil einer Rekultivierungsmaßnahme, die bis Ende 2022 abgeschlossen sein soll. Konkrete Pläne für eine Nachnutzung stehen derzeit allerdings noch aus.
Mehrere Beamtenwohnhäuser der BBI in Wackersdorf stehen unter Denkmalschutz.
Das ehemalige Verwaltungsgebäude der BBI wurde zu einem Bürogebäude umgebaut.
Am 17. Juni 2015 beschloss der Wackersdorfer Gemeinderat gegen die Stimmen des Bürgermeisters und zweier weiterer Ratsmitglieder, das ehemalige Gemeinschaftshaus der BBI abzureißen und durch eine neue Veranstaltungshalle zu ersetzen.
Der Tagebau der Grube Reifenthal ist heute als Schwetzendorfer Weiher ein beliebtes Naherholungsgebiet.

## Museale Aufarbeitung
Die Geschichte des Braunkohleabbaus im Wackersdorfer Revier wird heute in zwei Museen präsentiert, dem Heimat- und Industriemuseum in Wackersdorf im ehemaligen Laborgebäude der BBI sowie dem Braunkohle- und Heimatmuseum in Steinberg am See. Beide Museen sind durch einen 3,5 km langen Museumslehrpfad verbunden.
Unweit des Wackersdorfer Museums wurde ein Tertiärwald angelegt mit Gehölzen, die bereits zur Zeit der Entstehung der heutigen Braunkohle hier wuchsen. Auf dem Gelände sind außerdem diverse Großexponate zu besichtigen, wie Eisenbahnwagen, Baggerschaufeln oder der Läufer einer Dampfturbine aus dem Kraftwerk in Dachelhofen.
Am Ortseingang von Maxhütte-Haidhof erinnert ein aus Holz nachgebauter Förderturm an die Bedeutung des Bergbaus für die Geschichte der Stadt.
In Regensburg wurde 2004 am Rand der Friedrich-Zeche von der Firma Rösl in Zusammenarbeit mit der Universität Regensburg ein Lehrpfad für Geologie, Landschaft und Rohstoffabbau mit einer gesamten Weglänge von 450 Metern angelegt. Auch hier wurde ein Tertiärwald gepflanzt. Außerdem befindet sich hier ein Feldbahnmuseum.

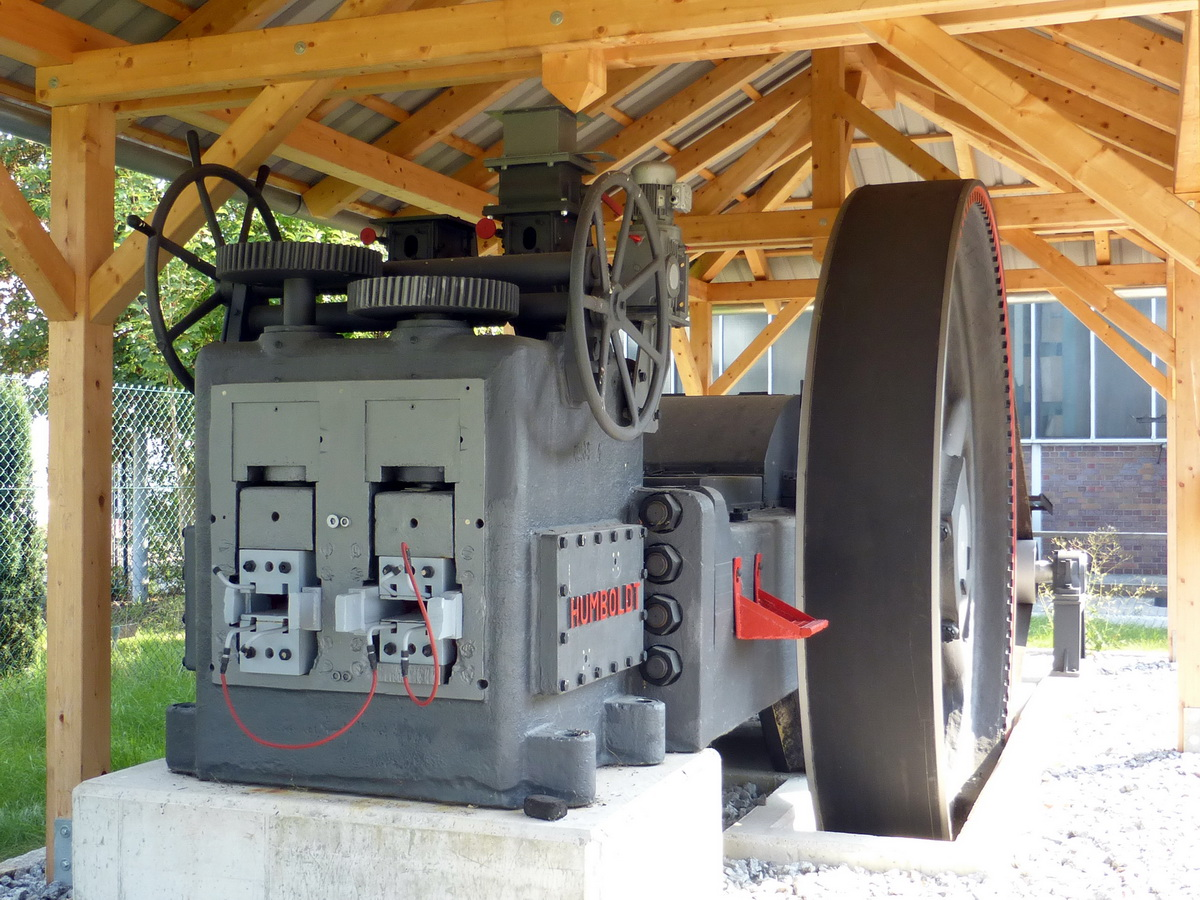
In Wackersdorf ausgestellte alte Brikettpresse
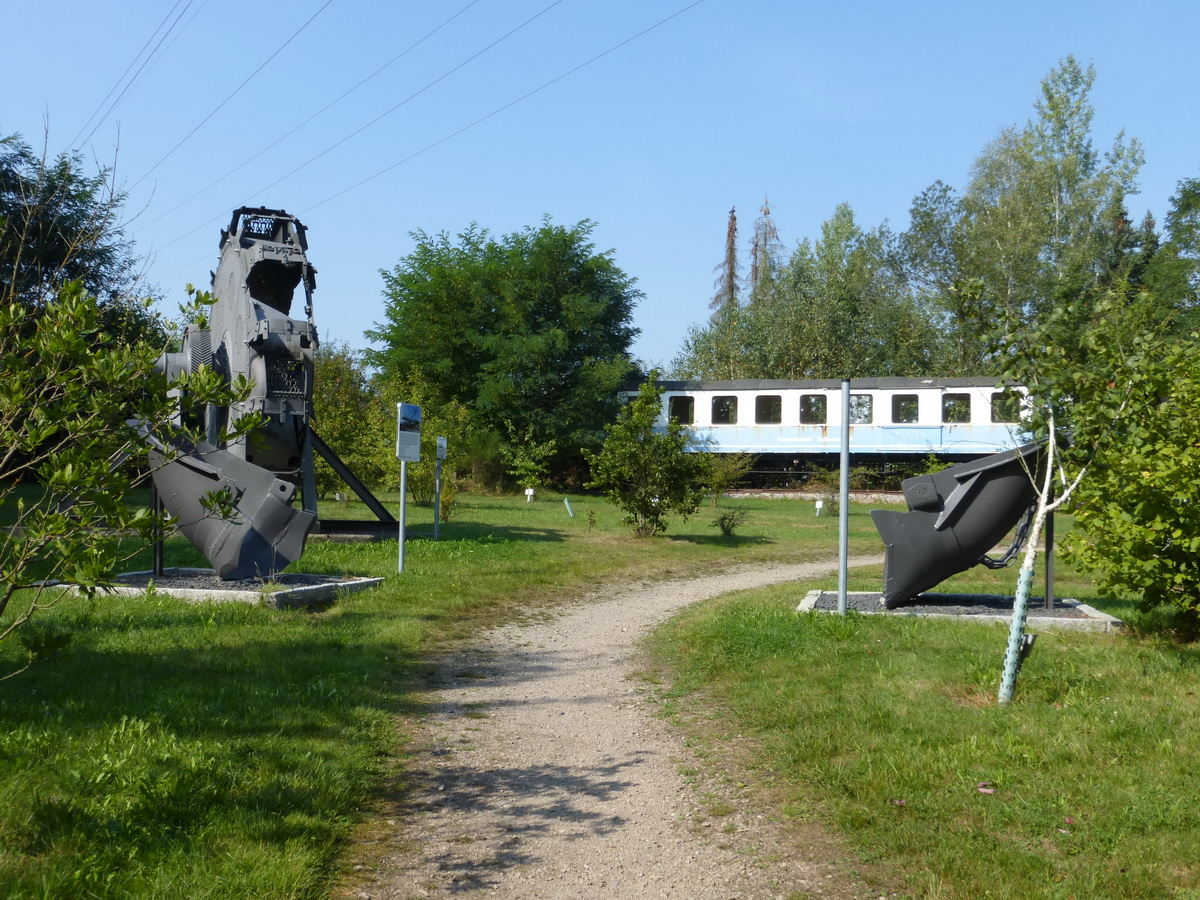
Verschiedene Exponate im Tertiärwald in Wackersdorf
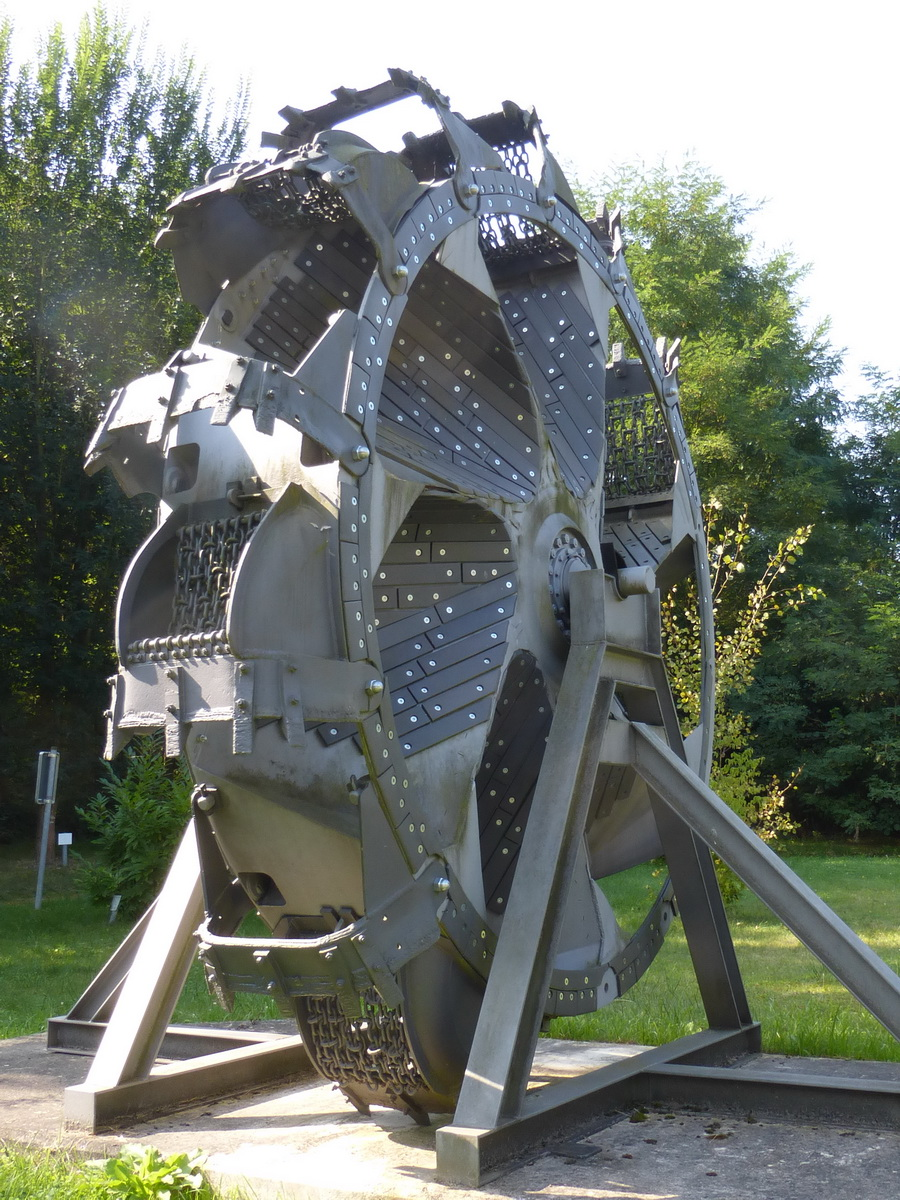
Schaufelrad eines Braunkohlebaggers
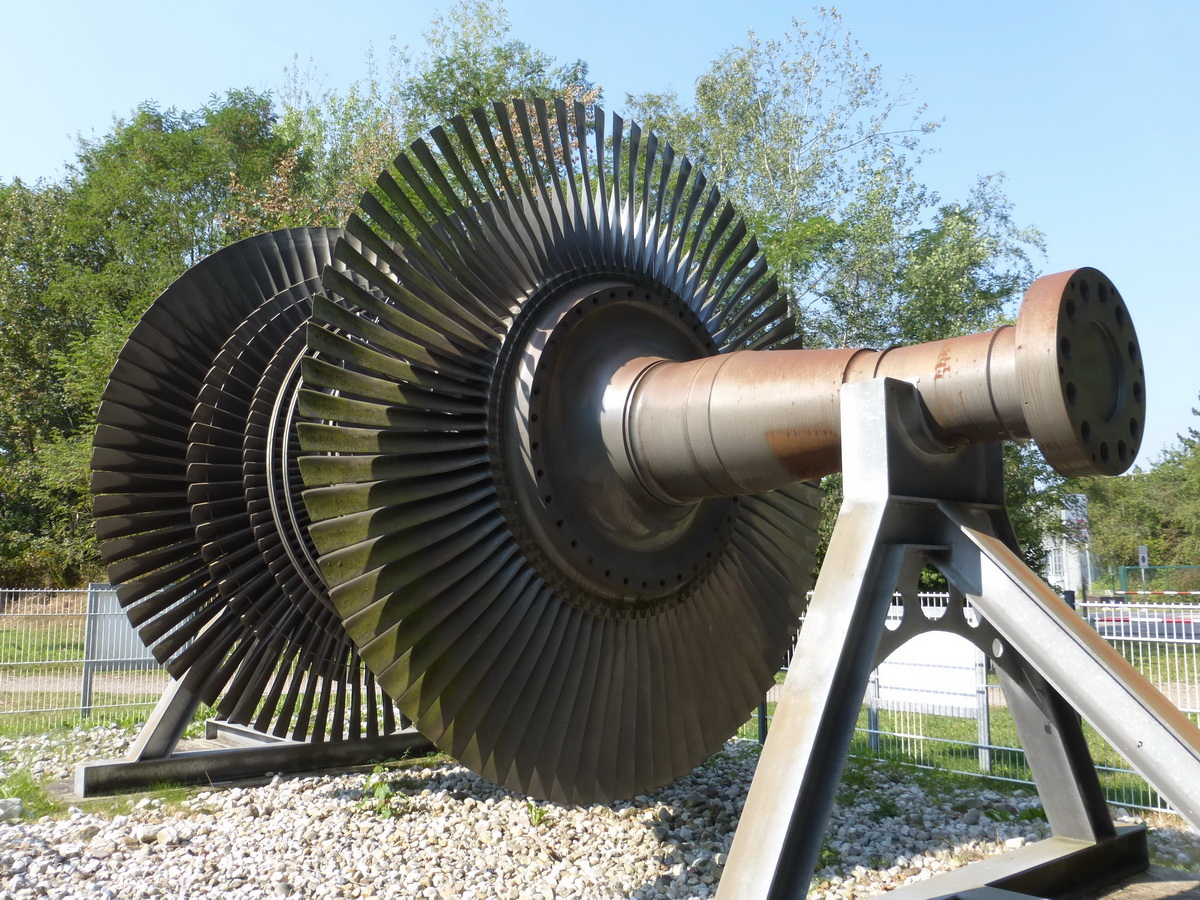
Läufer einer Niederdruck-Dampfturbine des Kraftwerks Dachelhofen
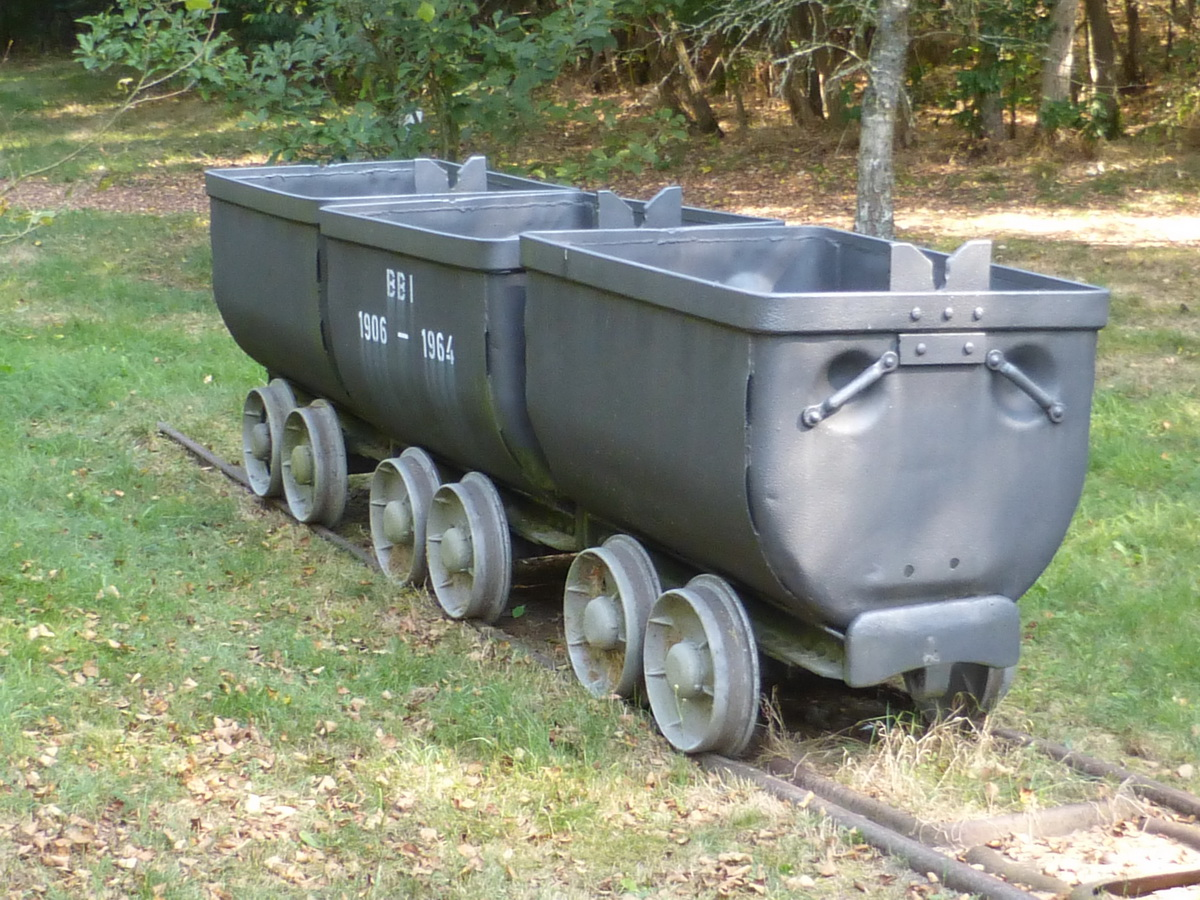
Förderwagen der ehemaligen Kettenbahn
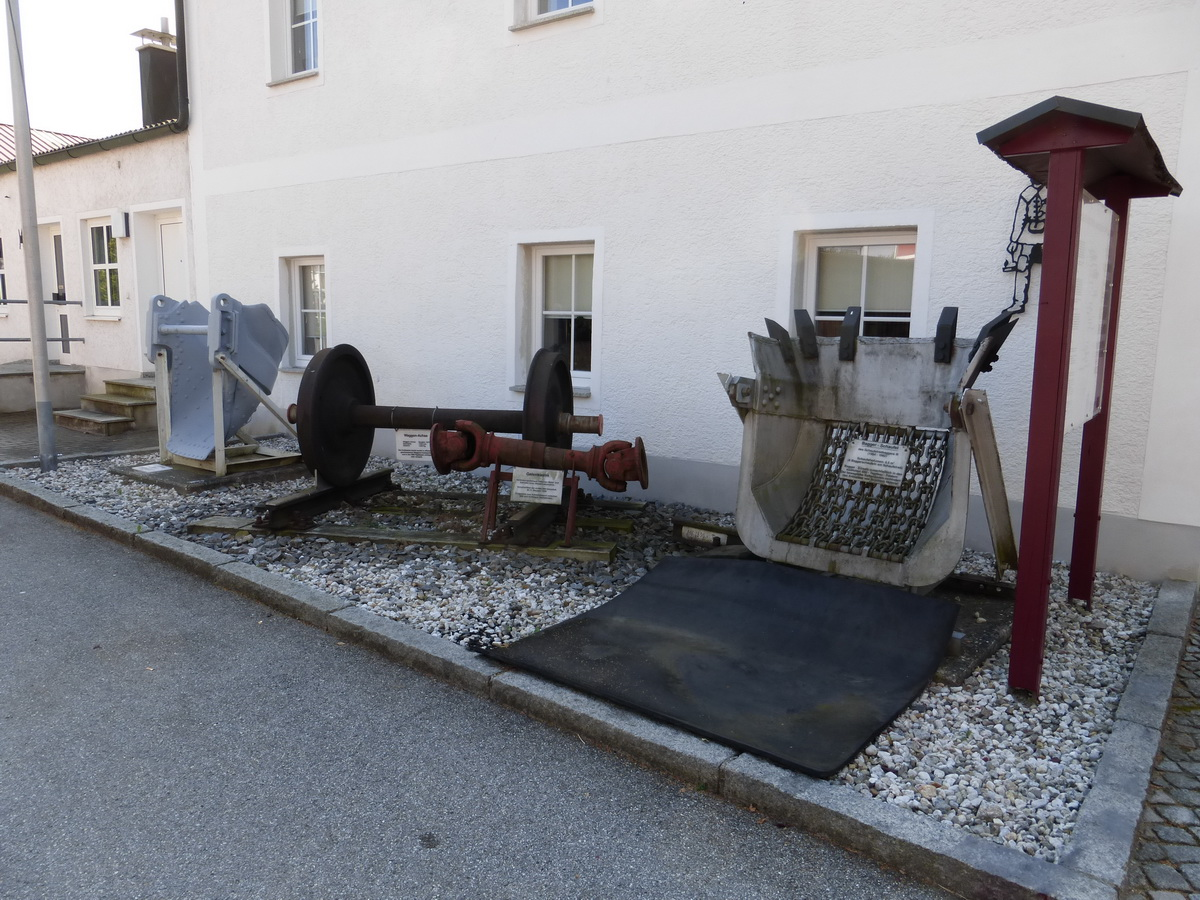
Verschiedene Exponate vor dem Museum in Steinberg am See
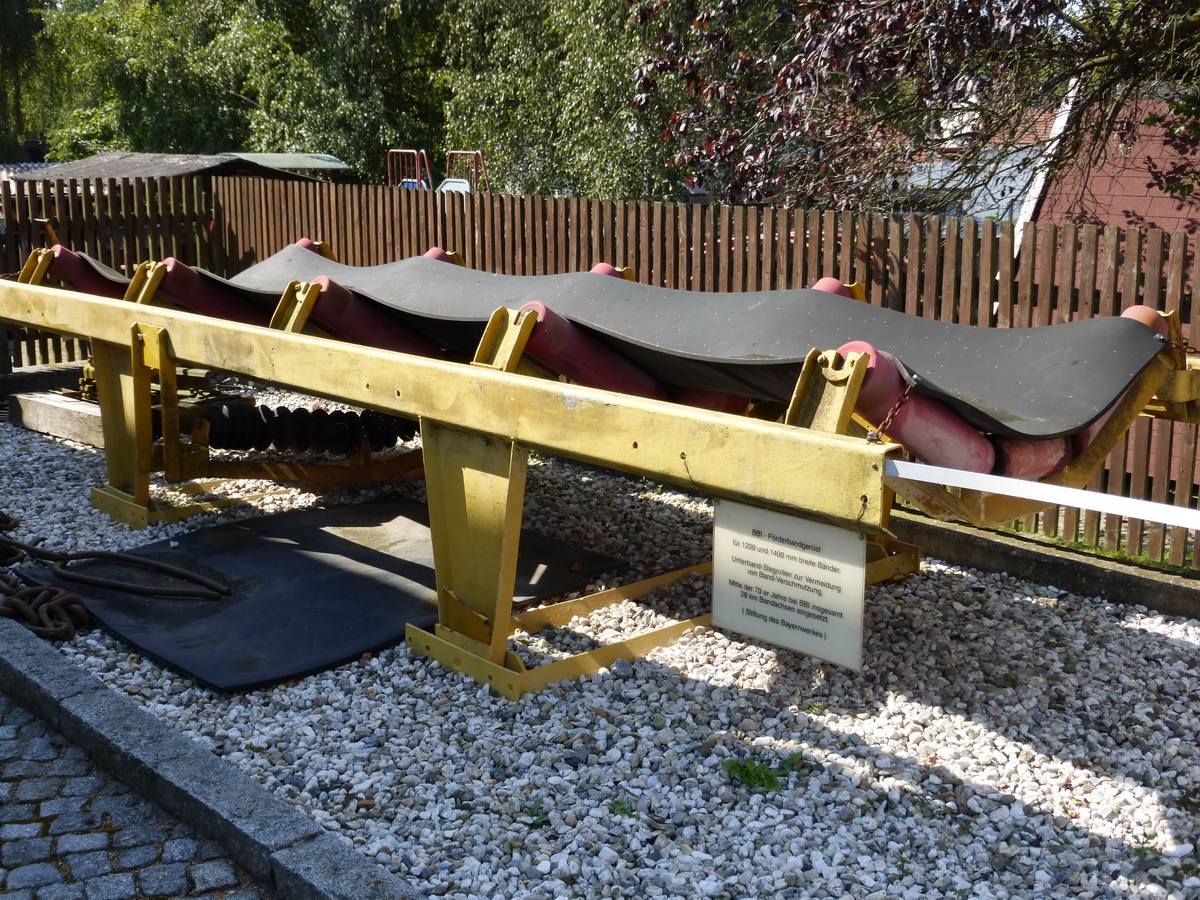
Förderbandgerüst vor dem Museum in Steinberg am See

## Bedeutung als Geotope
In der Nähe des Wackersdorfer Museums befindet sich am Rand des Westfeldes eine Aussichtsplattform, von der aus Besucher freigelegte Braunkohleflöze besichtigen können. Dieser Aufschluss wird vom Bayerischen Landesamt für Umwelt zu den 100 schönsten Geotopen Bayerns gezählt.

### Tagebau Friedrich-Zeche
Der Tagebau Friedrich-Zeche ist vom Bayerischen Landesamt für Umwelt als bedeutendes Geotop (Geotop-Nummer: 362G001) ausgewiesen.

### Braunkohletagebau bei Wackersdorf
Der Braunkohletagebau bei Wackersdorf ist vom Bayerischen Landesamt für Umwelt als wertvolles Geotop (Geotop-Nummer: 376A031) ausgewiesen.

### Ehemaliges Braunkohlengrubenfeld Rauberweiher
Das ehemalige Braunkohlengrubenfeld Rauberweiher ist vom Bayerischen Landesamt für Umwelt als bedeutendes Geotop (Geotop-Nummer: 376G001) ausgewiesen.

## Filme
- Erben des Tertiär – Der Aufstieg einer ländlichen Region zum modernen Industriestandort, 85 min. (2013)